# Championnats d'Europe de gymnastique artistique féminine 2020
Navigation
Szczecin 2019 Bâle 2021
Les 33es championnats d'Europe de gymnastique artistique féminine se tiennent du 17 au 20 décembre 2020 à Mersin en Turquie. La compétition devait initialement se dérouler du 30 avril au 3 mai 2020 à Paris, en France, avant sa déprogrammation en raison de la pandémie de Covid-19. Elle est ensuite programmée du 17 au 20 décembre à Bakou en Azerbaïdjan avant d'être relocalisée à Mersin.
La compétition est initialement qualificative pour les Jeux olympiques d'été de 2020 ; en raison de la situation sanitaire et afin de ne pas mettre de pression aux fédérations susceptibles de ne pas envoyer de délégations, cette qualification est retirée de ces championnats. La Grande-Bretagne, la France, la Russie, la Suisse, l'Allemagne, les Pays-Bas et l'Espagne décident de ne pas envoyer de gymnastes pour cette édition,.
Dans ce contexte, la Roumanie domine la compétition, suivie par la Hongrie et l'Ukraine, ces trois équipes étant respectivement emmenées par Larisa Iordache, Zsófia Kovács et Anastasiia Motak.

## Podiums
| Épreuves                                        | Or                                                                                                  | Argent                                                                                   | Bronze                                                                            |
| ----------------------------------------------- | --------------------------------------------------------------------------------------------------- | ---------------------------------------------------------------------------------------- | --------------------------------------------------------------------------------- |
| Seniors                                         | |                                                                                          |                                                                                   |
| Concours par équipes résultats détaillés        | Ukraine Anastasia Bachynska Yelyzaveta Hubareva Anastasiia Motak Angelina Radivilova Diana Varinska | Roumanie Antonia Duță Larisa Iordache Silviana Sfiringu Ioana Stănciulescu Daniela Trică | Hongrie Csenge Bácskay Dorina Böczögő Zsófia Kovács Mirtill Makovits Zója Székely |
| Saut de cheval résultats détaillés              | Zsófia Kovács (HUN)                                                                                 | Larisa Iordache (ROU)                                                                    | Anastasiia Motak (UKR)                                                            |
| Barres asymétriques résultats détaillés         | Zsófia Kovács (HUN)                                                                                 | Zoja Szekely (HUN)                                                                       | Barbora Mokosova (SVK)                                                            |
| Poutre résultats détaillés                      | Larisa Iordache (ROU)                                                                               | Silviana Sfiringu (ROU)                                                                  | Anastasiia Motak (UKR)                                                            |
| Sol résultats détaillés                         | Larisa Iordache (ROU)                                                                               | Göksu Üçtaş Şanlı (TUR)                                                                  | Lihie Raz (ISR)                                                                   |
| Juniors                                         | |                                                                                          |                                                                                   |
| Concours par équipes résultats détaillés        | Roumanie Ana Bărbosu Maria Ceplinschi Andreea Preda Iulia Trestianu Ana Turcu                       | Ukraine Daniela Batrona Viktoriia Ivanenko Yuliia Kasianenko Daria Lyska                 | Hongrie Kira Balázs Flora Beke Gréta Mayer Nóra Peresztegi Anna Szmirnov          |
| Concours général individuel résultats détaillés | Ana Bărbosu (ROU)                                                                                   | Maria Ceplinschi (ROU)                                                                   | Daniela Batrona (UKR)                                                             |
| Saut de cheval résultats détaillés              | Ana Bărbosu (ROU)                                                                                   | Valentina Georgieva (BUL)                                                                | Daria Lyska (UKR)                                                                 |
| Barres asymétriques résultats détaillés         | Ana Bărbosu (ROU)                                                                                   | Sara Šulekić (CRO)                                                                       | Derin Tanrıyaşükür (TUR)                                                          |
| Poutre résultats détaillés                      | Ana Bărbosu (ROU)                                                                                   | Greta Mayer (HUN)                                                                        | Andreea Preda (ROU)                                                               |
| Sol résultats détaillés                         | Ana Bărbosu (ROU)                                                                                   | Maria Ceplinschi (ROU)                                                                   | Greta Mayer (HUN)                                                                 |